# The Woman You Love
The Woman You Love è un brano musicale della cantante statunitense Ashanti, estratto come primo singolo estratto dal suo quinto album studio Earthly Women, e pubblicato il 13 dicembre 2011. Il brano figura la collaborazione del rapper Busta Rhymes, ed è la prima pubblicazione indipendente di Ashanti attraverso la sua etichetta Written Entertainment.

## Tracce
Sownload digitale
1. The Woman You Love — 3:15

## Classifiche
| Chart (2012)                    | Peak position |
| ------------------------------- | ------------- |
| Stati Uniti (Billboard Hot 100) | 60            |